# Christian Drejer
Christian Drejer (nacido el 08 de diciembre de 1982 (42 años) en Frederiksberg, Dinamarca)  es un exjugador de baloncesto danés. Con 2.05 de estatura, jugaba en la posición de alero. Jugador de gran movilidad, y en su día comparado con Toni Kukoc, las lesiones lastraron su carrera, retirándose en el año 2008 y volviendo en el 2010 en el equipo que le vio nacer como baloncestista en su país natal. No pudo recuperarse y finalmente se retiró del baloncesto en activo.

## Equipos
- 2000-2001 SISU Copenhagen
- 2000-2001 Magic Great Danes
- 2001-2002 SISU Copenhagen
- 2002-2004 Universidad de Florida
- 2003-2005 FC Barcelona
- 2005-2007 VidiVici Bolonia
- 2007-2008 Pallacanestro Virtus Roma
- 2010 SISU Copenhagen